# 枯井惨案纪念碑
枯井惨案纪念碑位于山西省中阳县，1995年4月被列入中阳县文物保护单位。1946年，阎锡山部重新进驻中阳县，逮捕了很多中国共产党地下工作者和怀疑与中国共产党有联系的群众。这些人中，很多被阎部杀害于县城凤凰山下的一眼枯井旁，有的被直接投入井中窒息而死。按《中阳县志》，仅1946年一年就有近百名群众被害。据说这口枯井本来深十八九丈，中国共产党获得第二次国共内战胜利后，当地人发现这口枯井的深度只剩八九丈，下面的空间都被尸体填满了。